# Царевна: Древнерусские приключения
«Царевна: Древнерусские приключения» (англ. Tsarevna: A Medieval Russia Quest) — компьютерная игра в жанре квест, разработанная российской компанией «Сибарт» из Красноярска и выпущенная в 1994—1995 годах. Вышла на двух языках — русском и английском. Считается одной из первых российских квестовых игр, ориентированных на западный рынок.

## Игровой процесс
«Царевна» представляет собой классический point-and-click квест. Игровой процесс сосредоточен на исследовании локаций, взаимодействии с предметами и персонажами, а также решении головоломок. Игра отображается в разрешении 320×240 пикселей. Для взаимодействия с игровым миром используется интерфейс с тремя основными действиями: «посмотреть» (глаз), «взять/использовать» (рука) и «поговорить» (рот). Активация этих действий осуществляется через периодический вызов меню.
Игровой мир представлен в виде серии статичных картинок, по которым перемещается главный герой — американец Боб Бисквит. Основная цель игрока — найти способ проникнуть во дворец и узнать настоящее имя царевны, что требует взаимодействия с различными персонажами, выполнения их заданий и решения головоломок.

## Разработка
По рассказам разработчиков, разработка игры началась в начале 1990-х годов. Первоначально ядро игрового движка было создано программистом Олегом Гасановым в конструкторском бюро «Изумруд». В 1992 году бизнесмен Юрий Литвиненко вложил средства в проект, что позволило приобрести необходимое оборудование, включая дорогостоящий цветной сканер, и основать компанию «Сибарт». Над проектом работала небольшая команда, состоящая из Олега Гасанова (программист), Елены Костроминой (программист анимации), Степана Ливака (художник) и Владимира Чагина (писатель). Графика создавалась путём сканирования и обработки рисунков. Разработка затянулась на два года вместо планировавшихся шести месяцев, и игра была выпущена на дискетах.

## Критика
Игра получила смешанные отзывы в российской прессе. Рецензент сайта Absolute Games негативно оценил техническую сторону игры, интерфейс и общее качество исполнения. Критик отметил устаревший подход к разработке и низкое разрешение экрана (320×240), которое на момент выхода игры воспринималось как анахронизм.
В ретроспективной статье «Игромании» от 2020 года игра была названа «едва ли не первым большим российским квестом, ориентированным преимущественно на Запад», но при этом охарактеризована как проект со «спорным первым блином», собравший «все пороки русского квеста»: «громоздкий интерфейс, не особо красивая даже по меркам тех лет картинка и уйма орфографических ошибок».